# Vasile Petre Jitariu
Vasile Petre Jitariu (n. 11 mai 1905, Giulești, Neamț – d. 30 iunie 1989, Iași) a fost un biolog român membru titular (1974) al Academiei Române.

## Biografie
A urmat școala primară în satul natal, tatăl său, Vasile Jitariu, fiind învățător, și apoi face studiile secundare la Liceul „Nicu Gane” din Fălticeni obținând bacalaureatul în 1924. Urmează studiile superioare la Facultatea de Științe Naturale din Iași și face o specializare (1938 - 1939) la Göttingen.
Cariera didactică a început-o în 1930, ca asistent universitar la Laboratorul de fiziologie generală și comparată al Universității „Al.I. Cuza” din Iași, fiind apoi numit profesor titular în 1947, Profesor universitar emerit în 1969 și ocupând postul de Decan al Facultății de Științe naturale-Geografie a Universității „Al.I. Cuza” timp de 13 ani.
A înființat și organizat Centrului de cercetare și de practică a studenților la Stațiunea „Stejarul” de la Pângărați, județul Neamț. Activitatea științifică a fost axată pe studii de fiziologie:
- fiziologia mediului intern, îndeosebi rolul fibrogenului în realizarea tensiunii superficiale a sîngelui;
- fiziologia cardio-vasculară;
- fiziologia hepatică;
- fiziologia sistemului nervos la animale și om;
- fiziologia metabolismului animal.

Rezultatele cercetărilor sale, în domeniul fiziologiei umane sau animale, sunt adunate în peste 120 de lucrări și studii. De numele său se leagă introducerea în biologie a conceptului de biocuantă.

## Societăți științifice
Vasile Petre Jitariu a fost ales membru a numeroase societăți științifice:
- membru titular (1974) al Academiei Române;
- membru al Asociației oamenilor de știință din România;
- membru fondator al Comitetului Național Român de Științe Biologice;
- președintele Societății de Biologie-Geografie, Filiala Iași,
- președinte al Filialei Iași a Academiei Române,
- director al Centrului de Cercetări Biologice din Iași;
- membru în comitetul de redacție al revistelor :

Fiziologia normală și patologică din București,
Analele Universității „Al.I. Cuza” din Iași,

## Distincții
- titlul de Profesor universitar emerit al Republicii Socialiste România (26 iunie 1969) „în semn de prețuire a personalului didactic pentru activitatea meritorie în domeniul instruirii și educării elevilor și studenților și a contribuției aduse la dezvoltarea învățămîntului și culturii din patria noastră”[2]